# Sietze Visser
Sietze Visser (Leeuwarden, 26 juli 1946) is een voormalig Nederlands voetballer.
Visser was afkomstig van de amateurs van vv Leeuwarden. Hij speelde gedurende elf seizoenen (1963/64 - 1973/74) voor Cambuur Leeuwarden en vormde samen met Rienk Onsman een aantal jaren het hart van de verdediging. In totaal speelde hij 69 wedstrijden in de hoofdmacht. Memorabel is de wedstrijd op 3 november 1973, waarbij Visser na een gemene charge van Veendam-voetballer Johan Derksen vlak voor het einde met een brancard het veld moest verlaten. Er ontstond een opstootje toen een deel van het publiek de Veendam-spelers opwachtte. Omdat het woedende publiek weigerde te vertrekken, moesten de spelers van Veendam uiteindelijk onder politiebegeleiding naar de bus worden gebracht.
Na zijn Cambuurtijd speelde Sietze Visser nog een aantal jaren in de hoogste klassen van het amateurvoetbal, eerst bij de v.v. Drachten en daarna bij LVV Friesland.